# L'Événement (1872)
Pour les articles homonymes, voir L'Événement.
L’Événement est un quotidien politique et littéraire français fondé en 1872.

## Histoire

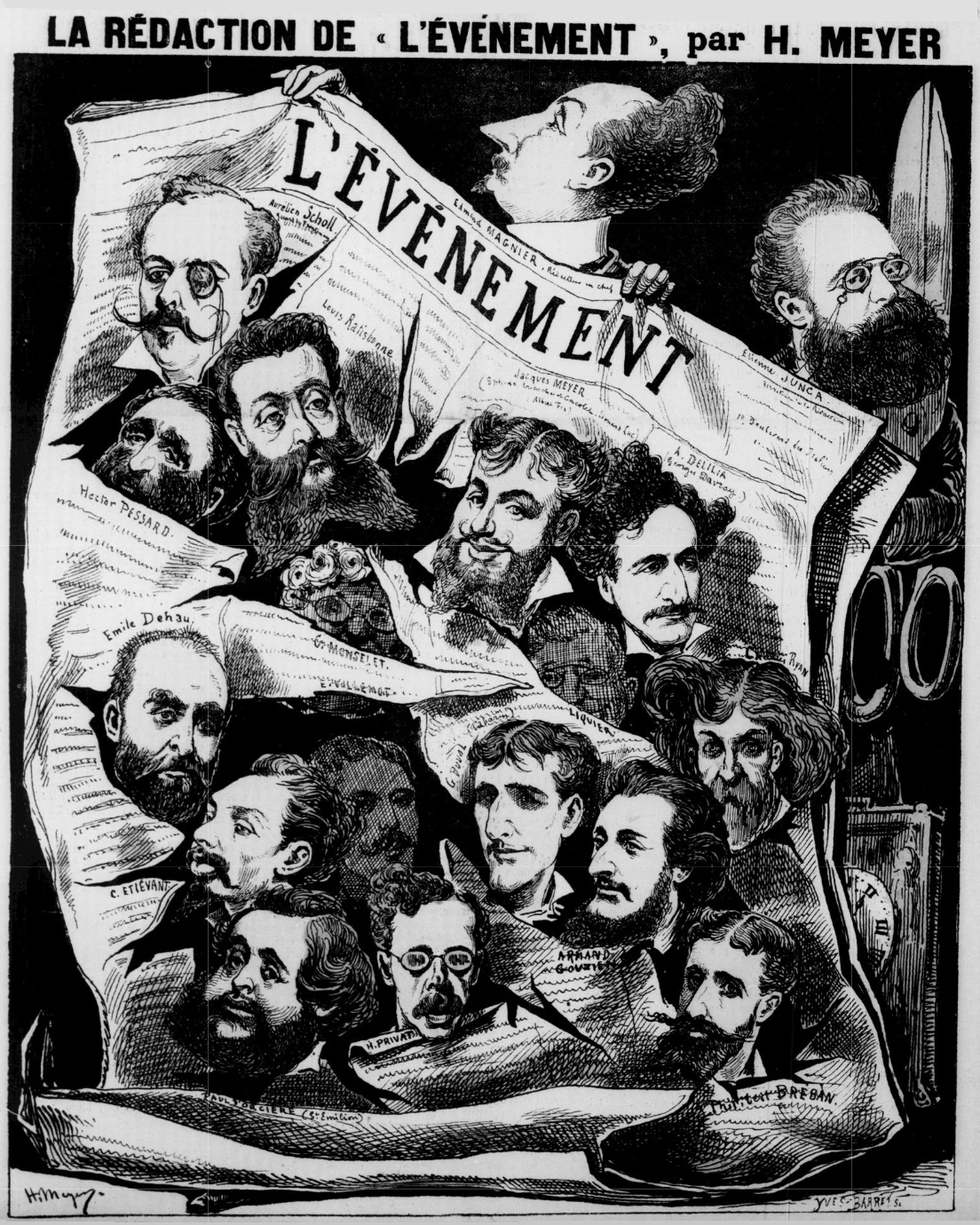
Caricature des rédacteurs de L'Événement par Henri Meyer (1875).

Projeté depuis l'automne 1870 mais retardé par les troubles causés par la Guerre franco-allemande de 1870 puis par la Commune, le lancement de L’Événement a lieu le 7 avril 1872. Les fondateurs de ce nouveau quotidien sont deux anciens collaborateurs du Figaro, Edmond Magnier et Auguste Dumont,. Magnier assume les fonctions de rédacteur en chef, qu'il cumule bientôt avec le poste de directeur-administrateur, cédé par Dumont au mois de décembre.
Le siège du journal est installé au no 10 du boulevard des Italiens.
Dans le programme ouvrant le premier numéro, les rédacteurs de L’Événement se déclarent ouvertement pour la République, se distinguant ainsi nettement de leurs deux modèles, Le Figaro et Le Gaulois. D'ailleurs, Magnier n'hésite pas à qualifier son journal de « Figaro républicain ».
Initialement assez modérée et plutôt favorable à la politique du président Thiers (centre gauche), la ligne politique du journal s'en démarque assez vite et évolue vers la gauche, notamment en soutenant la candidature de Désiré Barodet en vue de l'élection législative partielle du 27 avril 1873.
À la fin de la décennie, le journal, alors à son apogée, est devenu l'un des relais médiatiques des positions du groupe parlementaire gambettiste de l'Union républicaine. Au point de vue financier, le quotidien est considéré à la même époque comme l'organe officieux du Crédit foncier, dont le gouverneur est alors Albert Christophle.
Le 8 mai 1895, L’Événement est racheté par Gustave Laplace. Magnier, sénateur depuis 1891, est tout d'abord maintenu dans ses fonctions. Compromis dans l'affaire des Chemins de fer du Sud, il est finalement contraint de quitter la rédaction du journal moins de trois mois plus tard.
En déclin, le journal cesse de paraître quotidiennement à partir de la Première Guerre mondiale avant de disparaître complètement en 1966.

## Collaborateurs
- Arsène Alexandre[10]
- Paul Arène[11]
- Philibert Audebrand[11]
- Henri Avenel[3]
- Théodore Avonde (alias Jean Baudry)[12]
- Comte d'Avrecourt (alias Claude Gillot)[12]
- Gustave Battiau[3]
- Louis Besson[3] (alias Panserose)
- Émile Blavet[3] (alias Sphinx)[4]
- Philbert Bréban[1]
- V. Brunières (alias Atta-Troll, Jehan des Ris ou Sphinx)[12]
- Auguste Capdeville (alias Paul d'Orcières, alias Saint-Emilion)[1]
- Jules Cardoze[13]
- Louis de Caters (alias Rapière)[12]
- Anatole Cerfberr (alias Cerlier)[12]
- Eugène Chavette[11]
- Émile Corra (d)[3] (alias Octave Robin)[14]
- Émile Dehau[11]
- Alfred Delilia (alias Georges Davray)[1]
- Auguste Dumont[3]
- Georges Duval[3] (alias Tabarin)[4]
- Léon Chapron[3]
- Léon Cladel[11]
- Camille Étiévant[1]
- Camille Flammarion[11]
- Alphonse Franck (alias Sarcisque)[12]
- Henri Galli[3]
- Gonzague[11]
- Armand Gouzien[1]
- Edmond Hippeau (d)[3]
- Arsène Houssaye[11]
- Firmin Javel[3]
- Philbert Joslé (d)[15]
- Étienne Junca[1]
- P. Lefort[11]
- Fernand Liquier[1]
- Edmond Magnier[3]
- A. Mariani[3]
- Jacques Meyer (alias Sphinx)[1]
- Maurice Millot (alias Fortunio)[12]
- Auguste Moine (d)
- Charles Monselet[3]
- Alfred Naquet[4]
- Obermayer (alias F. Arsac)[12]
- Jean-Bernard Passerieu (alias un bourgeois de Paris)[12]
- Hector Pessard[1]
- Arthur Pougin[11]
- Henri Privat[3]
- Louis Ratisbonne[1]
- Charles Ryan[1]
- Aurélien Scholl[3] (alias Gérard de Frontenay)[11]
- Stephen[11]
- Charriaut-Bertrand de Terrièrres (alias Tambourin)[12]
- Horace Valbel[16]
- Gaston Vassy[17]
- Clément Vautel[18]
- Pierre Véron[11]
- Émile Villemot[1]
- Georges Vitoux (alias Jacques Serda)[12]